# Alemania Democrática en la Copa Mundial de Fútbol de 1974

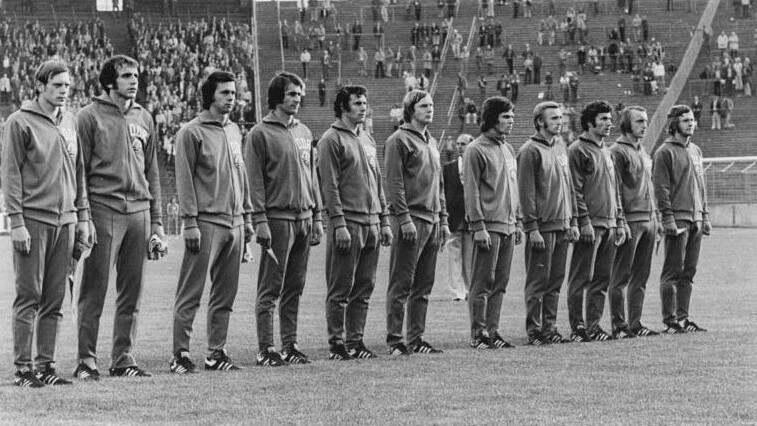
Titulares de ante.

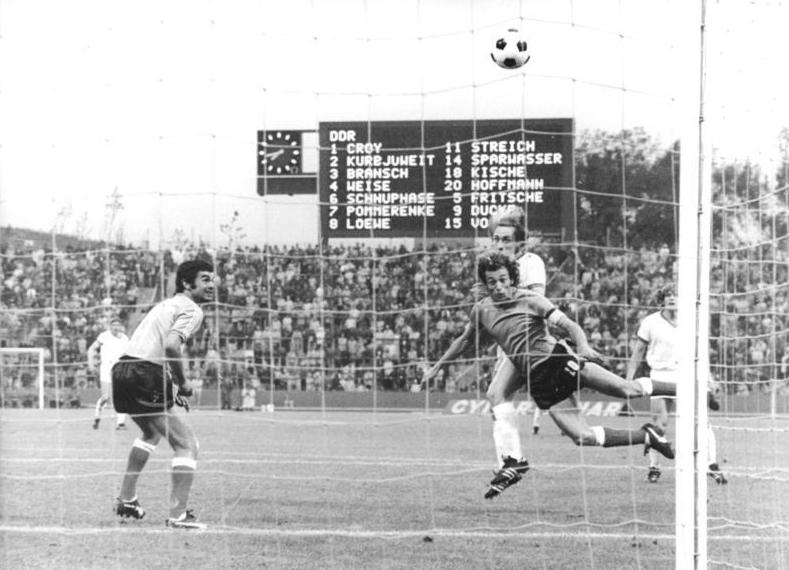
Partido de la segunda ronda entre y.

Alemania Democrática fue una de las 16 selecciones participantes en la Copa Mundial de Fútbol de Alemania 1974, la que es su primera participación en un mundial.

## Clasificación

### Grupo 4
| Pos. | País                 | Pts | J | G | E | P | GF | GC | GD  |
| ---- | -------------------- | --- | - | - | - | - | -- | -- | --- |
| 1    | Alemania Democrática | 10  | 6 | 5 | 0 | 1 | 18 | 3  | +15 |
| 2    | Rumania              | 9   | 6 | 4 | 1 | 1 | 17 | 4  | +13 |
| 3    | Finlandia            | 3   | 6 | 1 | 1 | 4 | 3  | 21 | −18 |
| 4    | Albania              | 2   | 6 | 1 | 0 | 5 | 3  | 13 | −10 |

|  | Alemania Democrática                                | 5 – 0   | Finlandia | Dresden, Alemania Democrática |                       |
|  | Kreische 26' · Sparwasser 68' 86' · Streich 70' 76' | Reporte |           | Árbitro(s): Radunchev         | Árbitro(s): Radunchev |

| 8-4-1973 | Alemania Democrática         | 2 – 0   | Albania | Magdeburg, Alemania Democrática |                    |
|          | Streich 62' · Sparwasser 69' | Reporte |         | Árbitro(s): Helies              | Árbitro(s): Helies |

| 27-5-1973 | Rumania        | 1 – 0   | Alemania Democrática | Bucarest, Rumania    |                      |
|           | Dumitrache 53' | Reporte |                      | Árbitro(s): Linemayr | Árbitro(s): Linemayr |

| 6-6-1973 | Finlandia    | 1 – 5   | Alemania Democrática                                 | Tampere, Finlandia  |                     |
|          | Manninen 88' | Reporte | Streich 7' 30' · Löwe 44' · Ducke 75' · Kreische 83' | Árbitro(s): Kazakov | Árbitro(s): Kazakov |

| 26-9-1973 | Alemania Democrática | 2 – 0   | Rumania | Leipzig, Alemania Democrática |                      |
|           | Bransch 42' 64'      | Reporte |         | Árbitro(s): Scheurer          | Árbitro(s): Scheurer |

| 13-11-1973 | Albania   | 1 – 4   | Alemania Democrática                       | Tirana, Albania    |                    |
|            | Gjika 15' | Reporte | Streich 5' 35' · Löwe 62' · Sparwasser 77' | Árbitro(s): Bonett | Árbitro(s): Bonett |

## Jugadores
Estos son los 22 jugadores convocados para el torneo:

## Resultados
Alemania Democrática fue eliminada en la segunda ronda.

### Grupo 1
| País                 | J | G | E | P | GF | GC | GD | PTS |
| -------------------- | - | - | - | - | -- | -- | -- | --- |
| Alemania Democrática | 3 | 2 | 1 | 0 | 4  | 1  | +3 | 5   |
| Alemania Federal     | 3 | 2 | 0 | 1 | 4  | 1  | +3 | 4   |
| Chile                | 3 | 0 | 2 | 1 | 1  | 2  | −1 | 2   |
| Australia            | 3 | 0 | 1 | 2 | 0  | 5  | −5 | 1   |

| 14 de junio de 1974 | Alemania Democrática            | 2-0     | Australia | Volksparkstadion, Hamburg                                   |                                                             |
|                     | Curran 58' (a.g.) · Streich 72' | Reporte |           | Asistencia: 15 800 espectadores Árbitro(s): Youssou N'Diaye | Asistencia: 15 800 espectadores Árbitro(s): Youssou N'Diaye |

| 1  | PO | Jürgen Croy       |     |
| 3  | DF | Bernd Bransch     |     |
| 4  | DF | Konrad Weise      |     |
| 12 | DF | Siegmar Wätzlich  |     |
| 18 | DF | Gerd Kische       |     |
| 7  | MC | Jürgen Pommerenke |     |
| 14 | MC | Jürgen Sparwasser |     |
| 16 | MC | Harald Irmscher   |     |
| 8  | DE | Wolfram Löwe      | 55' |
| 11 | DE | Joachim Streich   |     |
| 15 | DE | Eberhard Vogel    |     |
| DT | DT | Georg Buschner    |     |

| 1  | PO | Jack Reilly      |
| 2  | DF | Doug Utjesenovic |
| 3  | DF | Peter Wilson     |
| 4  | DF | Manfred Schäfer  |
| 5  | DF | Colin Curran     |
| 6  | MC | Ray Richards     |
| 7  | MC | Jimmy Rooney     |
| 8  | MC | Jimmy Mackay     |
| 9  | MC | Johnny Warren    |
| 12 | DE | Adrian Alston    |
| 20 | DE | Branko Buljevic  |
| DT | DT | Rale Rasic       |

| 20 | DE | Martin Hoffmann | 55' |

| Anotado · Autogol | 58' | Colin Curran    |
| Anotado           | 72' | Joachim Streich |

| Amonestado | 32' | Siegmar Wätzlich |
| Amonestado | 58' | Eberhard Vogel   |
| Amonestado | 61' | Gerd Kische      |

| Árbitro             | Youssou N'Diaye      |
| Árbitros asistentes | Pablo Sánchez Ibáñez |
| Árbitros asistentes | Omar Delgado         |

| 1  | PO | Jürgen Croy       |     |
| 3  | DF | Bernd Bransch     |     |
| 4  | DF | Konrad Weise      |     |
| 12 | DF | Siegmar Wätzlich  |     |
| 18 | DF | Gerd Kische       |     |
| 7  | MC | Jürgen Pommerenke |     |
| 14 | MC | Jürgen Sparwasser |     |
| 16 | MC | Harald Irmscher   |     |
| 8  | DE | Wolfram Löwe      | 55' |
| 11 | DE | Joachim Streich   |     |
| 15 | DE | Eberhard Vogel    |     |
| DT | DT | Georg Buschner    |     |

| 1  | PO | Jack Reilly      |
| 2  | DF | Doug Utjesenovic |
| 3  | DF | Peter Wilson     |
| 4  | DF | Manfred Schäfer  |
| 5  | DF | Colin Curran     |
| 6  | MC | Ray Richards     |
| 7  | MC | Jimmy Rooney     |
| 8  | MC | Jimmy Mackay     |
| 9  | MC | Johnny Warren    |
| 12 | DE | Adrian Alston    |
| 20 | DE | Branko Buljevic  |
| DT | DT | Rale Rasic       |

| 20 | DE | Martin Hoffmann | 55' |

| Anotado · Autogol | 58' | Colin Curran    |
| Anotado           | 72' | Joachim Streich |

| Amonestado | 32' | Siegmar Wätzlich |
| Amonestado | 58' | Eberhard Vogel   |
| Amonestado | 61' | Gerd Kische      |

| Árbitro             | Youssou N'Diaye      |
| Árbitros asistentes | Pablo Sánchez Ibáñez |
| Árbitros asistentes | Omar Delgado         |

| 18 de junio de 1974 | Chile       | 1-1     | Alemania Democrática | Olympiastadion, Berlín Occidental                            |                                                              |
|                     | Ahumada 69' | Reporte | Hoffmann 55'         | Asistencia: 28 300 espectadores Árbitro(s): Aurelio Angonese | Asistencia: 28 300 espectadores Árbitro(s): Aurelio Angonese |

| 1  | PO | Leopoldo Vallejos |     |
| 2  | DF | Rolando García    |     |
| 3  | DF | Alberto Quintano  |     |
| 4  | DF | Antonio Arias     |     |
| 5  | DF | Elías Figueroa    |     |
| 12 | MC | Francisco Valdés  | 46' |
| 14 | MC | Carlos Reinoso    |     |
| 14 | MC | Guillermo Páez    |     |
| 9  | MC | Jorge Socías      | 67' |
| 11 | DE | Sergio Ahumada    |     |
| 13 | DE | Leonardo Véliz    |     |
| DT | DT | Luis Álamos       |     |

| 1  | PO | Jürgen Croy       |     |
| 2  | DF | Bernd Bransch     |     |
| 3  | DF | Konrad Weise      |     |
| 4  | DF | Siegmar Wätzlich  |     |
| 5  | DF | Gerd Kische       |     |
| 6  | MC | Jürgen Sparwasser |     |
| 8  | MC | Harald Irmscher   |     |
| 10 | MC | Wolfgag Seguin    | 29' |
| 16 | DE | Joachim Streich   |     |
| 7  | DE | Eberhard Vogel    | 72' |
| 9  | DE | Martin Hoffmann   |     |
| DT | DT | Georg Buschner    |     |

| 17 | MC | Guillermo Yávar | 46' |
| 19 | MC | Rogelio Farías  | 67' |

| 9  | MC | Peter Ducke          | 29' |
| 10 | DE | Hans-Jürgen Kreische | 72' |

| Anotado | 69' | Sergio Ahumada |

| Anotado | 55' | Martin Hoffmann |

| Amonestado | 56' | Leonardo Véliz |
| Amonestado | 60' | Guillermo Páez |

| Amonestado | 65' | Gerd Kische |

| Árbitro             | Aurelio Angonese |
| Árbitros asistentes | Rudolf Scheurer  |
| Árbitros asistentes | Bob Davidson     |

| 1  | PO | Leopoldo Vallejos |     |
| 2  | DF | Rolando García    |     |
| 3  | DF | Alberto Quintano  |     |
| 4  | DF | Antonio Arias     |     |
| 5  | DF | Elías Figueroa    |     |
| 12 | MC | Francisco Valdés  | 46' |
| 14 | MC | Carlos Reinoso    |     |
| 14 | MC | Guillermo Páez    |     |
| 9  | MC | Jorge Socías      | 67' |
| 11 | DE | Sergio Ahumada    |     |
| 13 | DE | Leonardo Véliz    |     |
| DT | DT | Luis Álamos       |     |

| 1  | PO | Jürgen Croy       |     |
| 2  | DF | Bernd Bransch     |     |
| 3  | DF | Konrad Weise      |     |
| 4  | DF | Siegmar Wätzlich  |     |
| 5  | DF | Gerd Kische       |     |
| 6  | MC | Jürgen Sparwasser |     |
| 8  | MC | Harald Irmscher   |     |
| 10 | MC | Wolfgag Seguin    | 29' |
| 16 | DE | Joachim Streich   |     |
| 7  | DE | Eberhard Vogel    | 72' |
| 9  | DE | Martin Hoffmann   |     |
| DT | DT | Georg Buschner    |     |

| 17 | MC | Guillermo Yávar | 46' |
| 19 | MC | Rogelio Farías  | 67' |

| 9  | MC | Peter Ducke          | 29' |
| 10 | DE | Hans-Jürgen Kreische | 72' |

| Anotado | 69' | Sergio Ahumada |

| Anotado | 55' | Martin Hoffmann |

| Amonestado | 56' | Leonardo Véliz |
| Amonestado | 60' | Guillermo Páez |

| Amonestado | 65' | Gerd Kische |

| Árbitro             | Aurelio Angonese |
| Árbitros asistentes | Rudolf Scheurer  |
| Árbitros asistentes | Bob Davidson     |

| 22 de junio de 1974 | Alemania Democrática | 1-0     | Alemania Federal | Volksparkstadion, Hamburg                                 |                                                           |
|                     | Sparwasser 77'       | Reporte |                  | Asistencia: 60 200 espectadores Árbitro(s): Ramón Barreto | Asistencia: 60 200 espectadores Árbitro(s): Ramón Barreto |

| 1  | PO | Jürgen Croy          |     |
| 2  | DF | Lothar Kurbjuweit    |     |
| 3  | DF | Bernd Bransch        |     |
| 4  | DF | Konrad Weise         |     |
| 12 | DF | Siegmar Wätzlich     |     |
| 18 | MC | Gerd Kische          |     |
| 10 | MC | Hans-Jürgen Kreische |     |
| 13 | MC | Reinhard Lauck       |     |
| 14 | MC | Jürgen Sparwasser    |     |
| 16 | MC | Harald Irmscher      | 65' |
| 20 | DE | Martin Hoffmann      |     |
| DT | DT | Georg Buschner       |     |

| 1  | PO | Sepp Maier               |     |
| 2  | DF | Berti Vogts              |     |
| 3  | DF | Paul Breitner            |     |
| 4  | DF | Hans-Georg Schwarzenbeck | 68' |
| 5  | DF | Franz Beckenbauer        |     |
| 8  | MC | Bernhard Cullmann        |     |
| 12 | MC | Wolfgang Overath         | 69' |
| 14 | MC | Uli Hoeneß               |     |
| 15 | MC | Heinz Flohe              |     |
| 9  | DE | Jürgen Grabowski         |     |
| 13 | DE | Gerd Müller              |     |
| DT | DT | Helmut Schön             |     |

| 17 | MC | Erich Hamann | 65' |

| 6  | DF | Horst-Dieter Höttges | 68' |
| 10 | MC | Günter Netzer        | 69' |

| Anotado | 77' | Jürgen Sparwasser |

| Amonestado | 27' | Jürgen Sparwasser    |
| Amonestado | 81' | Jürgen Croy          |
| Amonestado | 84' | Hans-Jürgen Kreische |

| Árbitro             | Ramón Barreto   |
| Árbitros asistentes | Armando Marques |
| Árbitros asistentes | Luis Pestarino  |

| 1  | PO | Jürgen Croy          |     |
| 2  | DF | Lothar Kurbjuweit    |     |
| 3  | DF | Bernd Bransch        |     |
| 4  | DF | Konrad Weise         |     |
| 12 | DF | Siegmar Wätzlich     |     |
| 18 | MC | Gerd Kische          |     |
| 10 | MC | Hans-Jürgen Kreische |     |
| 13 | MC | Reinhard Lauck       |     |
| 14 | MC | Jürgen Sparwasser    |     |
| 16 | MC | Harald Irmscher      | 65' |
| 20 | DE | Martin Hoffmann      |     |
| DT | DT | Georg Buschner       |     |

| 1  | PO | Sepp Maier               |     |
| 2  | DF | Berti Vogts              |     |
| 3  | DF | Paul Breitner            |     |
| 4  | DF | Hans-Georg Schwarzenbeck | 68' |
| 5  | DF | Franz Beckenbauer        |     |
| 8  | MC | Bernhard Cullmann        |     |
| 12 | MC | Wolfgang Overath         | 69' |
| 14 | MC | Uli Hoeneß               |     |
| 15 | MC | Heinz Flohe              |     |
| 9  | DE | Jürgen Grabowski         |     |
| 13 | DE | Gerd Müller              |     |
| DT | DT | Helmut Schön             |     |

| 17 | MC | Erich Hamann | 65' |

| 6  | DF | Horst-Dieter Höttges | 68' |
| 10 | MC | Günter Netzer        | 69' |

| Anotado | 77' | Jürgen Sparwasser |

| Amonestado | 27' | Jürgen Sparwasser    |
| Amonestado | 81' | Jürgen Croy          |
| Amonestado | 84' | Hans-Jürgen Kreische |

| Árbitro             | Ramón Barreto   |
| Árbitros asistentes | Armando Marques |
| Árbitros asistentes | Luis Pestarino  |

### Segunda ronda
| País                 | J | G | E | P | GF | GC | GD | PTS |
| -------------------- | - | - | - | - | -- | -- | -- | --- |
| Países Bajos         | 3 | 3 | 0 | 0 | 8  | 0  | +8 | 6   |
| Brasil               | 3 | 2 | 0 | 1 | 3  | 3  | 0  | 4   |
| Alemania Democrática | 3 | 0 | 1 | 2 | 1  | 4  | −3 | 1   |
| Argentina            | 3 | 0 | 1 | 2 | 2  | 7  | −5 | 1   |

| 26 de junio de 1974 | Brasil        | 1-0     | Alemania Democrática | Niedersachsenstadion, Hanover                            |                                                          |
|                     | Rivellino 60' | Reporte |                      | Asistencia: 59 863 espectadores Árbitro(s): Clive Thomas | Asistencia: 59 863 espectadores Árbitro(s): Clive Thomas |

| 1  | PO | Emerson Leão           |
| 2  | DF | Luís Pereira           |
| 3  | DF | Marinho Peres          |
| 4  | DF | Zé Maria               |
| 6  | DF | Marinho Chagas         |
| 10 | MC | Roberto Rivelino       |
| 11 | MC | Caju                   |
| 17 | MC | Paulo César Carpegiani |
| 21 | MC | Dirceu                 |
| 7  | DE | Jairzinho              |
| 13 | DE | Valdomiro Vaz Franco   |
| DT | DT | Mário Zagallo          |

| 1  | PO | Jürgen Croy       |     |
| 2  | DF | Lothar Kurbjuweit |     |
| 3  | DF | Bernd Bransch     |     |
| 4  | DF | Konrad Weise      |     |
| 12 | DF | Siegmar Wätzlich  |     |
| 18 | DF | Gerd Kische       |     |
| 13 | MC | Reinhard Lauck    | 64' |
| 14 | MC | Jürgen Sparwasser |     |
| 17 | MC | Erich Hamann      | 46' |
| 11 | DE | Joachim Streich   |     |
| 20 | DE | Martin Hoffmann   |     |
| DT | DT | Georg Buschner    |     |

| 16 | MC | Harald Irmscher | 46' |
| 8  | MC | Wolfram Löwe    | 64' |

| Anotado | 60' | Roberto Rivelino |

| Amonestado | 27' | Jairzinho              |
| Amonestado | 28' | Paulo César Carpegiani |
| Amonestado | 75' | Dirceu                 |

| Amonestado | 11' | Erich Hamann    |
| Amonestado | 84' | Joachim Streich |

| Árbitro             | Clive Thomas  |
| Árbitros asistentes | Doğan Babacan |
| Árbitros asistentes | Tony Boskovic |

| 1  | PO | Emerson Leão           |
| 2  | DF | Luís Pereira           |
| 3  | DF | Marinho Peres          |
| 4  | DF | Zé Maria               |
| 6  | DF | Marinho Chagas         |
| 10 | MC | Roberto Rivelino       |
| 11 | MC | Caju                   |
| 17 | MC | Paulo César Carpegiani |
| 21 | MC | Dirceu                 |
| 7  | DE | Jairzinho              |
| 13 | DE | Valdomiro Vaz Franco   |
| DT | DT | Mário Zagallo          |

| 1  | PO | Jürgen Croy       |     |
| 2  | DF | Lothar Kurbjuweit |     |
| 3  | DF | Bernd Bransch     |     |
| 4  | DF | Konrad Weise      |     |
| 12 | DF | Siegmar Wätzlich  |     |
| 18 | DF | Gerd Kische       |     |
| 13 | MC | Reinhard Lauck    | 64' |
| 14 | MC | Jürgen Sparwasser |     |
| 17 | MC | Erich Hamann      | 46' |
| 11 | DE | Joachim Streich   |     |
| 20 | DE | Martin Hoffmann   |     |
| DT | DT | Georg Buschner    |     |

| 16 | MC | Harald Irmscher | 46' |
| 8  | MC | Wolfram Löwe    | 64' |

| Anotado | 60' | Roberto Rivelino |

| Amonestado | 27' | Jairzinho              |
| Amonestado | 28' | Paulo César Carpegiani |
| Amonestado | 75' | Dirceu                 |

| Amonestado | 11' | Erich Hamann    |
| Amonestado | 84' | Joachim Streich |

| Árbitro             | Clive Thomas  |
| Árbitros asistentes | Doğan Babacan |
| Árbitros asistentes | Tony Boskovic |

| 30 de junio de 1974 | Alemania Democrática | 0-2     | Países Bajos                  | Parkstadion, Gelsenkirchen                                  |                                                             |
|                     |                      | Reporte | Neeskens 7' · Rensenbrink 59' | Asistencia: 68 348 espectadores Árbitro(s): Rudolf Scheurer | Asistencia: 68 348 espectadores Árbitro(s): Rudolf Scheurer |

| 1  | PO | Jürgen Croy        |     |
| 2  | DF | Lothar Kurbjuweit  |     |
| 3  | DF | Bernd Bransch      |     |
| 4  | DF | Konrad Weise       |     |
| 18 | DF | Gerd Kische        |     |
| 6  | MC | Rüdiger Schnuphase |     |
| 7  | MC | Jürgen Pommerenke  |     |
| 13 | MC | Reinhard Lauck     | 64' |
| 14 | MC | Jürgen Sparwasser  |     |
| 8  | DE | Wolfram Löwe       | 54' |
| 20 | DE | Martin Hoffmann    |     |
| DT | DT | Georg Buschner     |     |

| 8  | PO | Jan Jongbloed      |
| 12 | DF | Ruud Krol          |
| 17 | DF | Wim Rijsbergen     |
| 20 | DF | Wim Suurbier       |
| 2  | MC | Arie Haan          |
| 3  | MC | Willem van Hanegem |
| 6  | MC | Wim Jansen         |
| 13 | MC | Johan Neeskens     |
| 14 | DE | Johan Cruyff       |
| 15 | DE | Rob Rensenbrink    |
| 16 | DE | Johnny Rep         |
| DT | DT | Rinus Michels      |

| 9  | DE | Peter Ducke          | 54' |
| 10 | MC | Hans-Jürgen Kreische | 64' |

| Anotado | 7'  | Johan Neeskens  |
| Anotado | 59' | Rob Rensenbrink |

| Árbitro             | Rudolf Scheurer |
| Árbitros asistentes | Erich Linemayr  |
| Árbitros asistentes | Omar Delgado    |

| 1  | PO | Jürgen Croy        |     |
| 2  | DF | Lothar Kurbjuweit  |     |
| 3  | DF | Bernd Bransch      |     |
| 4  | DF | Konrad Weise       |     |
| 18 | DF | Gerd Kische        |     |
| 6  | MC | Rüdiger Schnuphase |     |
| 7  | MC | Jürgen Pommerenke  |     |
| 13 | MC | Reinhard Lauck     | 64' |
| 14 | MC | Jürgen Sparwasser  |     |
| 8  | DE | Wolfram Löwe       | 54' |
| 20 | DE | Martin Hoffmann    |     |
| DT | DT | Georg Buschner     |     |

| 8  | PO | Jan Jongbloed      |
| 12 | DF | Ruud Krol          |
| 17 | DF | Wim Rijsbergen     |
| 20 | DF | Wim Suurbier       |
| 2  | MC | Arie Haan          |
| 3  | MC | Willem van Hanegem |
| 6  | MC | Wim Jansen         |
| 13 | MC | Johan Neeskens     |
| 14 | DE | Johan Cruyff       |
| 15 | DE | Rob Rensenbrink    |
| 16 | DE | Johnny Rep         |
| DT | DT | Rinus Michels      |

| 9  | DE | Peter Ducke          | 54' |
| 10 | MC | Hans-Jürgen Kreische | 64' |

| Anotado | 7'  | Johan Neeskens  |
| Anotado | 59' | Rob Rensenbrink |

| Árbitro             | Rudolf Scheurer |
| Árbitros asistentes | Erich Linemayr  |
| Árbitros asistentes | Omar Delgado    |

| 3 de julio de 1974 | Argentina    | 1-1     | Alemania Democrática | Parkstadion, Gelsenkirchen                              |                                                         |
|                    | Houseman 20' | Reporte | Streich 14'          | Asistencia: 54 254 espectadores Árbitro(s): John Taylor | Asistencia: 54 254 espectadores Árbitro(s): John Taylor |

| 12 | PO | Ubaldo Fillol        |
| 5  | DF | Ángel Bargas         |
| 7  | DF | Jorge Carrascosa     |
| 10 | DF | Ramón Heredia        |
| 20 | DF | Enrique Wolff        |
| 6  | MC | Miguel Brindisi      |
| 18 | MC | Roberto Telch        |
| 2  | DE | Rubén Ayala          |
| 3  | DE | Carlos Babington     |
| 11 | DE | René Houseman        |
| 13 | DE | Mario Alberto Kempes |
| DT | DT | Vladislao Cap        |

| 1  | PO | Jürgen Croy        |     |
| 2  | DF | Lothar Kurbjuweit  |     |
| 3  | DF | Bernd Bransch      |     |
| 4  | DF | Konrad Weise       |     |
| 18 | DF | Gerd Kische        |     |
| 6  | MC | Rüdiger Schnuphase |     |
| 7  | MC | Jürgen Pommerenke  |     |
| 14 | MC | Jürgen Sparwasser  |     |
| 8  | DE | Wolfram Löwe       | 65' |
| 11 | DE | Joachim Streich    | 80' |
| 20 | DE | Martin Hoffmann    |     |
| DT | DT | Georg Buschner     |     |

| 15 | DE | Eberhard Vogel | 65' |
| 9  | DE | Peter Ducke    | 80' |

| Anotado | 20' | René Houseman |

| Anotado | 14' | Joachim Streich |

| Amonestado | 68' | Ángel Bargas |

| Amonestado | 23' | Jürgen Sparwasser |

| Árbitro             | Jack Taylor           |
| Árbitros asistentes | Mahmoud Mustafa Kamel |
| Árbitros asistentes | Clive Thomas          |

| 12 | PO | Ubaldo Fillol        |
| 5  | DF | Ángel Bargas         |
| 7  | DF | Jorge Carrascosa     |
| 10 | DF | Ramón Heredia        |
| 20 | DF | Enrique Wolff        |
| 6  | MC | Miguel Brindisi      |
| 18 | MC | Roberto Telch        |
| 2  | DE | Rubén Ayala          |
| 3  | DE | Carlos Babington     |
| 11 | DE | René Houseman        |
| 13 | DE | Mario Alberto Kempes |
| DT | DT | Vladislao Cap        |

| 1  | PO | Jürgen Croy        |     |
| 2  | DF | Lothar Kurbjuweit  |     |
| 3  | DF | Bernd Bransch      |     |
| 4  | DF | Konrad Weise       |     |
| 18 | DF | Gerd Kische        |     |
| 6  | MC | Rüdiger Schnuphase |     |
| 7  | MC | Jürgen Pommerenke  |     |
| 14 | MC | Jürgen Sparwasser  |     |
| 8  | DE | Wolfram Löwe       | 65' |
| 11 | DE | Joachim Streich    | 80' |
| 20 | DE | Martin Hoffmann    |     |
| DT | DT | Georg Buschner     |     |

| 15 | DE | Eberhard Vogel | 65' |
| 9  | DE | Peter Ducke    | 80' |

| Anotado | 20' | René Houseman |

| Anotado | 14' | Joachim Streich |

| Amonestado | 68' | Ángel Bargas |

| Amonestado | 23' | Jürgen Sparwasser |

| Árbitro             | Jack Taylor           |
| Árbitros asistentes | Mahmoud Mustafa Kamel |
| Árbitros asistentes | Clive Thomas          |